# Liopholis
Liopholis is een geslacht van hagedissen uit de familie skinken (Scincidae).

## Naam en taxonomie
De groep werd voor het eerst wetenschappelijk beschreven door Leopold Fitzinger in 1843. Er zijn twaalf verschillende soorten, veel bronnen vermelden echter een lager soortenaantal. Twee soorten werden vrij recentelijk -in 2002- voor het eerst zijn beschreven. De soort Liopholis personata werd lange tijd beschouwd als een ondersoort van Liopholis margaretae. In 2014 werd de skink echter als een aparte soort erkend.

## Verspreiding en habitat
Alle soorten komen endemisch voor in delen van Australië en leven in de staten Australian Capital Territory, New South Wales, Noordelijk Territorium, Queensland, Victoria, West-Australië en Zuid-Australië.
De habitat bestaat uit zeer droge gebieden zoals halfwoestijnen. Veel soorten graven ondiepe holen in de bodem waar ze in vluchten bij gevaar of in schuilen om te rusten.

## Uiterlijke kenmerken
De lichaamslengte bedraagt ongeveer 8 tot 12 centimeter, de staart is anderhalf keer zo lang als het lichaam. Alle soorten hebben vier goed ontwikkelde poten met vijf vingers en tenen. De vierde teen aan de achterpoot is veel langer dan de derde teen, wat een onderscheid is met verwante groepen van skinken.
De verschillende soorten zijn te onderscheiden door de bouw van hun kop, deze kan spits of stomp zijn. Verder onderscheiden de soorten zich in kleur en tekening; Liopholis whitii heeft witte, zwartomrande oogvlekjes aan de flanken en soms een rode of roodgestreepte rug. De soort Liopholis modesta daarentegen heeft meestal een uniform grijze tot bruine kleur zonder duidelijk tekening.

## Soorten
Onderstaand zijn alle soorten weergegeven inclusief de auteur en het verspreidingsgebied.
| Naam                   | Auteur                                         | Verspreidingsgebied                                                                                       |
| ---------------------- | ---------------------------------------------- | --- |
| Liopholis guthega      | Donnellan, Hutchinson, Dempsey & Osborne, 2002 | Australië (New South Wales, Victoria)                                                                     |
| Liopholis inornata     | Rosén, 1905                                    | Australië (New South Wales, Noordelijk Territorium, Queensland, Victoria, West-Australië, Zuid-Australië) |
| Liopholis kintorei     | Stirling & Zietz, 1893                         | Australië (Noordelijk Territorium, West-Australië, Zuid-Australië)                                        |
| Liopholis margaretae   | Storr, 1968                                    | Australië (Noordelijk Territorium, Zuid-Australië)                                                        |
| Liopholis modesta      | Storr, 1968                                    | Australië (New South Wales, Queensland)                                                                   |
| Liopholis montana      | Donnellan, Hutchinson, Dempsey & Osborne, 2002 | Australië (Australian Capital Territory, New South Wales, Victoria)                                       |
| Liopholis multiscutata | Mitchell & Behrndt, 1949                       | Australië (Victoria, West-Australië, Zuid-Australië)                                                      |
| Liopholis personata    | Storr, 1968                                    | Australië (Zuid-Australië)                                                                                |
| Liopholis pulchra      | Werner, 1910                                   | Australië (West-Australië)                                                                                |
| Liopholis slateri      | Storr, 1968                                    | Australië (Noordelijk Territorium, Zuid-Australië)                                                        |
| Liopholis striata      | Sternfeld, 1919                                | Australië (Noordelijk Territorium, West-Australië, Zuid-Australië)                                        |
| Liopholis whitii       | Lacépède, 1804                                 | Australië (New South Wales, Queensland, Tasmanië, Victoria, Zuid-Australië)                               |